# Мохамед Мунтари
Мохамед Мунтари (на арабски: محمد مونتاري) роден на 20 декември 1993 година в Кумаси, Гана е натурализиран катарски футболист, който играе на поста нападател. Състезател на катарския Ал-Духаил (Доха) и националния отбор на Катар.

## Постижения

### Ал-Духаил
- Шампион на Катар (2): 2016/17, 2019/20
- Купа на Емира на Катар (3): 2016, 2019, 2022
- Купа на Шейх Джасеем (2): 2015, 2016

### Ел-Джаиш
- Купа Катари Старс (2): 2012/13
- Купа на Катар (1): 2014